# Rasa d'Argerics
La Rasa d'Argerics és un torrent afluent per la dreta de la Rasa d'Ardèvol.
Neix al vessant sud-occidental de la Costa del Calvari, a uns 450 m. a l'oest de la masia del Cós i a uns 375 m. al nord de la masia de Gardeny. De direcció predominant cap a l'oest, desguassa a poc menys de 500 m. al sud-oest de la Caseta.

## Termes municipals que travessa
La Rasa d'Argerics transcorre íntegrament pel terme municipal de Pinós (Solsonès)

## Xarxa hidrogràfica
La xarxa hidrogràfica de la Rasa d'Argerics està constituïda per 1 sol curs fluvial d'una longitud de 2.336 m.